# ملعب أليخاندرو فيانويفا

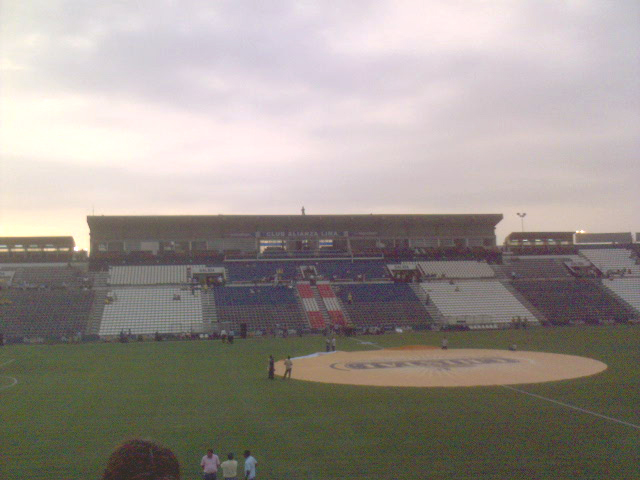

ملعب أليخاندرو فيانويفا هو ملعب كرة قدم يقع في ليما عاصمة بيرو . يسع الملعب لجلوس 35 ألف متفرج . يعتبر الملعب الرسمي الذي يخوض فيه نادي أليانزا ليما مبارياته . تم افتتاح الملعب في 27 ديسمبر 1974 .